# La Margoton du bataillon
Pour plus de détails, voir Fiche technique et Distribution.
La Margoton du bataillon est un film français réalisé par Jacques Darmont, sorti en 1933.

## Fiche technique
- Titre français : La Margoton du bataillon
- Réalisation : Jacques Darmont
- Scénario : André Mouëzy-Éon, Félix Celval et René Pujol
- Photographie : Georges Benoît et René Colas
- Musique : Casimir Oberfeld
  - Paroles : La margoton du bataillon - Dis-moi "Je t'aime !"[1] - Miaou[2] (paroles de René Pujol, musique de Casimir Oberfeld)
- Producteurs :  Nikita Hourvitch et Michel Burstein
- Société de production : Luna Film
- Pays d'origine :  France
- Format : Noir et blanc — 35 mm — 1,37:1 — Son : Mono
- Genre : comédie
- Durée : 75 minutes
- Date de sortie : 
  - France - 9 juin 1933[2]

## Distribution
- Janine Merrey : Marie Margot, la Margoton du bataillon
- Armand Bernard : Désiré Chopin, un chasseur à pied
- Jacques Maury : François de Crécy, un chasseur à pied
- Marcel André : le capitaine du bataillon de chasseurs à pied
- Georges Despaux : L'adjudant Pouic
- Suzanne Devoyod : Mme Carpillon, la directrice du pensionnat Verdurette
- Marcelle Barry : Mademoiselle Fouine, la surveillante du pensionnat
- Simone Bourday : Gaby, une élève du pensionnat
- Hubert Daix : le patron du café-concert
- Constantin Stroesco : M. Pélican, le professeur de chant
- Paul Velsa : Pidou
- Teddy Michaud
- Édouard Rousseau
- Georges Benoît
- Lucette Andréa

## Autour du film
Une opérette de même nom, adaptée de ce film, est créée à Paris en 1937, texte de  André Mouëzy-Éon, Jacques Darmont et René Pujol, musique de Casimir Oberfeld.